# ألويز
ألويز (بالإنجليزية: Always) وهي علامة تجارية أمريكية لمنتجات النظافة أثناء الدورة الشهرية تحديداً (الفوط الصحية) ، بما في ذلك الفوط الطويلة، والفوط الرفيعة للغاية، والفوط الداخلية، والملابس الداخلية التي تستخدم لمرة واحدة للارتداء الليلي أو اليومي (كالملابس الداخلية المانعة لتسرب البول في حالة التبول اللاإرادي وكذلك المانعة لتسربه في حالة سلس البول لدى كبار السن من الجنسين)، والمناديل المبللة المهبلية.
تعد ألويز أحد العلامات التجارية المملوكة لشركة بروكتر وغامبل، والتي تم طرحها لأول مرة في الولايات المتحدة في أسواق الاختبار في ربيع عام 1983، ثم على المستوى الوطني في مايو 1984. وبحلول نهاية عام 1984، تم تقديم ألويز دوليًا أيضًا في المملكة المتحدة وكندا وفرنسا وألمانيا وأفريقيا.
وفقًا لـ (Rising Tide): منذ 165 عامًا من بناء العلامة التجارية في بروكتر وغامبل، كانت ألويز أول علامة تجارية عالمية حقًا لشركة بروكتر وغامبل. تباع ألويز تحت اسم ويسبر في اليابان وسنغافورة والهند والصين وكوريا الجنوبية والفلبين وتايلاند وهونغ كونغ وتايوان وفيتنام وماليزيا وأستراليا وكمبوديا وإندونيسيا و في بعض خطوط الإنتاج في إيطاليا وأوركيد في تركيا وإيفاكس في إسبانيا، وأوسونيا في البرتغال. بينما ينطبق اسم «ألويز» على المنتجات المباعة في الولايات المتحدة وإفريقيا وبعض الدول الأوروبية وتتميز بتعدد مقاساتها وسماكتها وتعدد انواعها.
يتم تصنيع المنتجات ألويز في بيلفيل، أونتاريو، كندا على مساحة 700000 قدم مربع. مصنع بمساحة 175000 قدم مربع. من المستودع. المصنع هو أحد أكبر مصانع شركة بروكتر وغامبل في أمريكا الشمالية.

## تسويق ألويز
في يونيو 2020، أطلقت ألويز حملة جديدة جريئة تحت اسم «الشجاع الجديد»  على خلفية الوباء العالمي «كوفيد 19» وعمليات الإغلاق الوطنية. بحيث كانت «الشجاع الجديد» حركة مميزة كرمت مرونة النساء في جميع أنحاء العالم أثناء مواجهة تحديات العالم الجديد بشجاعة وتصميم. سلطت الحملة الضوء على التمكين الذاتي للمرأة أثناء الوباء، بما في ذلك أولئك الذين يكافحون العزلة في المنزل، وعدم رؤية الأسرة لفترات طويلة من الزمن، وإدارة العمل والمدرسة عن بُعد، والتعليم والتعلم مع الأطفال والتكيف مع الوضع الراهن جديد.
فازت حملة "Like a Girl" والتي أطلقها الصحفي الأمريكي ليو بيرنت بجائزة Emmy لعام 2015 عن جائزة الإعلانات التجارية المتميزة. كما أخرجت لورين غرينفيلد البقعة الزرقاء التي تحاكي بقعة دماء الطمث، بحيث ظهرت لأول مرة في يونيو 2014 وتم بثها خلال Super Bowl XLIX . فطرح الإعلان سؤالاً ذي مغذى ألا وهو «متى أصبح القيام بشيء مثل الفتاة يعد إهانة؟»  فكان المقصود من طرح هذا السؤال إيصال فكرة معينة للمجتمع كله وعلى رأسه الفتيات بمختلف أعمارهن وهي أنه لا شيء يخص حياة الفتيات الفسيولوجية يعتبر مهيناً على الإطلاق وكذلك ما يخص حياتهم العملية لأنه وكما إعتاد أن ينظر الكبار إلى الركض أو الرمي أو القتال كالفتاة على أنها معادلة للضعف، لكن في الحقيقة الفتيات بشكل عام وحتى الصغيرات منهن يعتبرن قويات.
ساعد البرنامج المدرسي الذي تديره Whisper (في الهند)  في تعليم الفتيات الصغيرات الكثير والكثير حول النظافة الشخصية للمرأة في بلد لا يزال الحيض فيه من المحرمات الكبيرة. ثم قامت ألويزأيضًا بتنفيذ برامج مماثلة في كينيا وأجزاء أخرى من أفريقيا لزيادة الوعي حول الدورة الشهرية، والاحتفال بيوم النظافة الشهرية ، وتوفير وصول سهل إلى المنتجات الصحية لطالبات المدارس.
يشمل التسويق التعليمي للمنتج موقع BeingGirl الخاص بالشركة .
في عام 2018، أطلقت ألويز حملة تسمى End Period Poverty ، والتي من شأنها التبرع بقطعة واحدة لشخص محتاج مقابل كل طرد يتم بيعه.
في عام 2019، أزالت العلامة التجارية الرمز الأنثوي من تسويقها.
في عام 2020، زعمت العلامة التجارية أن 60٪ من النساء يرتدين الفوط ذات المقاس الخاطئ، وأنشأت حملة حول هذه الفكرة.

## الجدل حول ألويز
في عام 2019، بدأ الناشط والسياسي الكيني شيفر أوكور بإطلاق هاشتاج #MyAlwaysExperience لمشاركة مخاوف المستهلكين الكينيين من العلامة التجارية (Always Kenya). بحيث سلط شيفر أوكورالضوء على الحاجة إلى توفير منتجات البشرة اللطيفة في الأسواق الأفريقية. بعد ذلك، استضاف فريق العلامة التجارية (Always Kenya) سلسلة من الاجتماعات مع المستهلكين لفهم احتياجات المستهلكين الكينيين بشكل أفضل. أدى ذلك إلى إطلاق هاشتاج #GenerationOfChange - وهي حملة احتفلت بالنساء اللواتي يتحدثن ويتحركن. فقدمت ألويزأيضًا ابتكارين جديدين مصممين لتحقيق أقصى قدر من الراحة للبشرة وهما (Always Feather Soft) و (Always Pure Organic Top Sheet) فأصبحت رسالة الحملة الجديدة: «لقد تحدثنا، فاستمعنا، ثم تحسننا» وتم اعتراف بالدور الإيجابي الذي يلعبه الحوار في ابتكار المنتجات.
في المملكة المتحدة، كان سعر المنتجات ذات العلامات التجارية مثل فوط ألويز موضوعًا لفريق عمل نهاية الفترة للفقر في منطقة وستمنستر. كانت شركة بروكتل وغامبل عضوًا في فريق العمل.

## المسؤولية الاجتماعية لألويز
تدير العلامة التجارية ألويز بمسمى «ويسبر» برنامج (Keeping Girls in School) في جنوب إفريقيا وكينيا وأوغندا والهند لسنوات عديدة. في عام 2020، الاعتراف بتأثر فتياتهم بالوباء بشكل غير متناسب ؛ أنشأ ويسبر برنامجًا تعليميًا متنقلًا يسمى " Whisper Mobile Shaala "  لإبقاء الفتيات في المدرسة حتى في المنزل. بحيث يوفر برنامج " Whisper Mobile Shaala "  للفتيات المحرومات في الهند إمكانية الوصول إلى المدرسة من خلال التعلم المستند إلى الويب بما في ذلك مواد مثل العلوم والجغرافيا والإنجليزية والرياضيات وتعليم البلوغ بست لغات هندية

## في الثقافة الشعبية

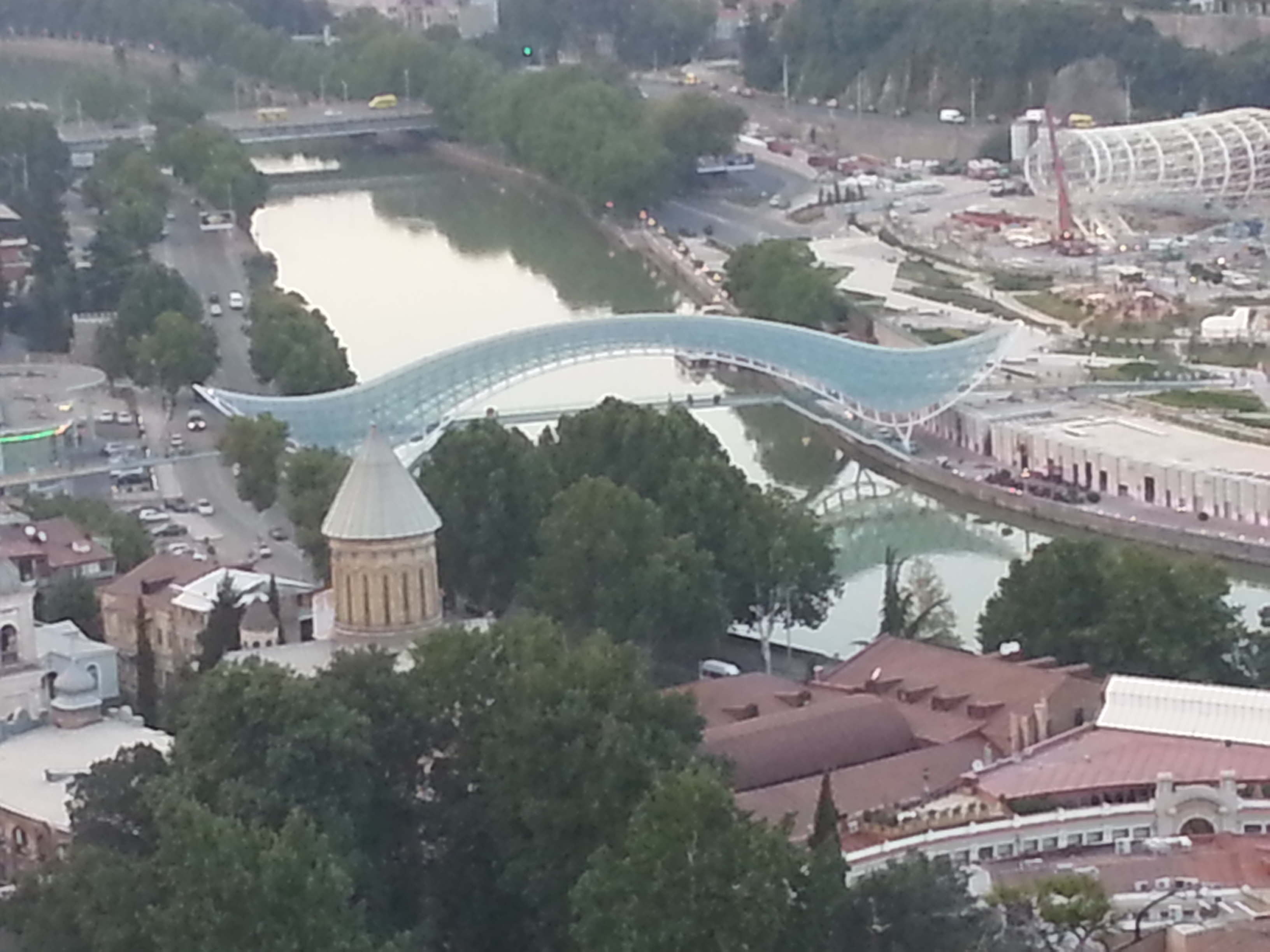
جسر السلام ، تبليسي، جورجيا

في تبليسي، جورجيا، يُطلق على جسر السلام لقب جسر ألويز ألترا لتشابهه مع وسادة ماكسي.

## معرض الصور

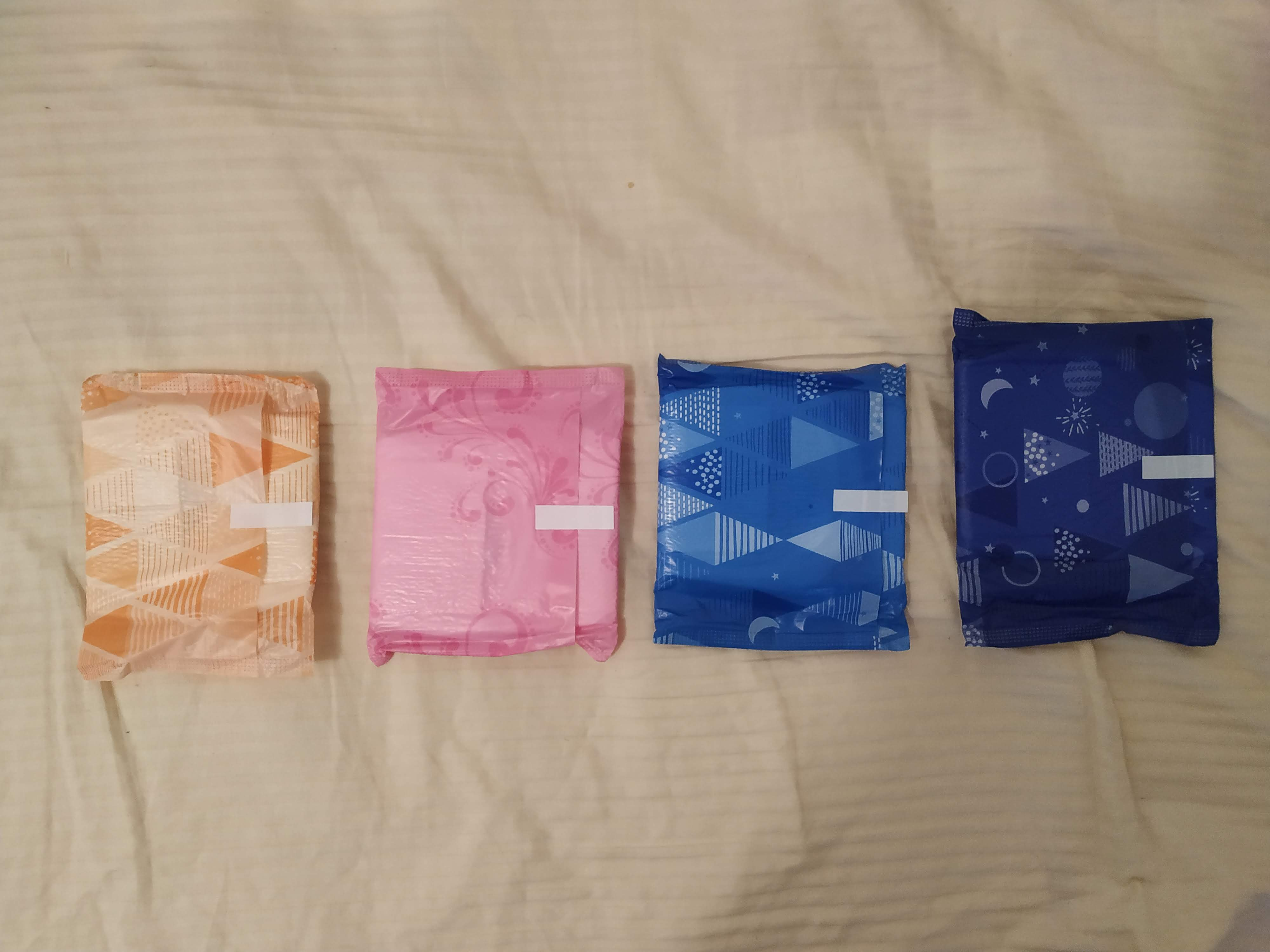
فوط ألويز ماكسي
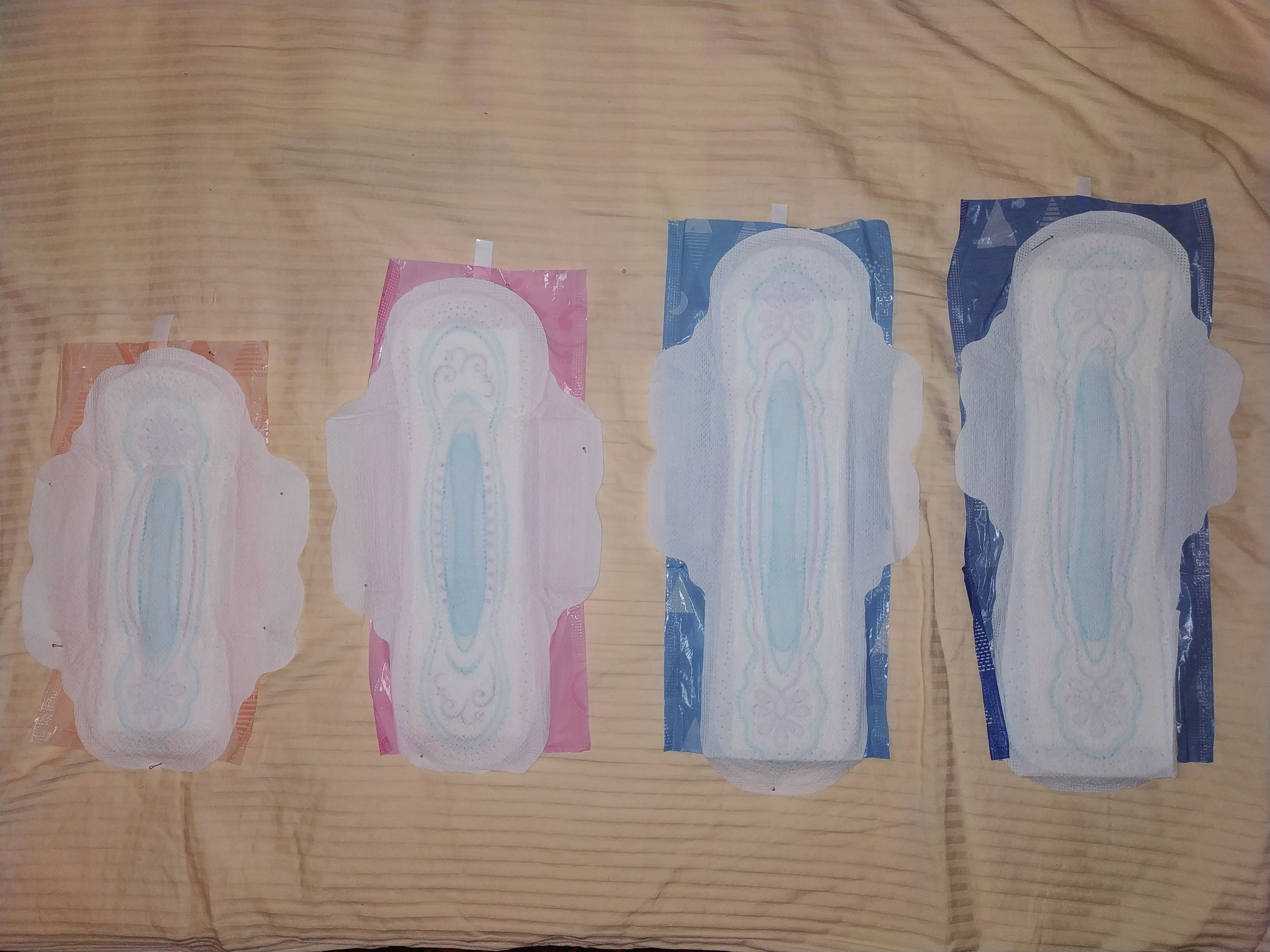
أحجام مختلفة من فوط أولويز
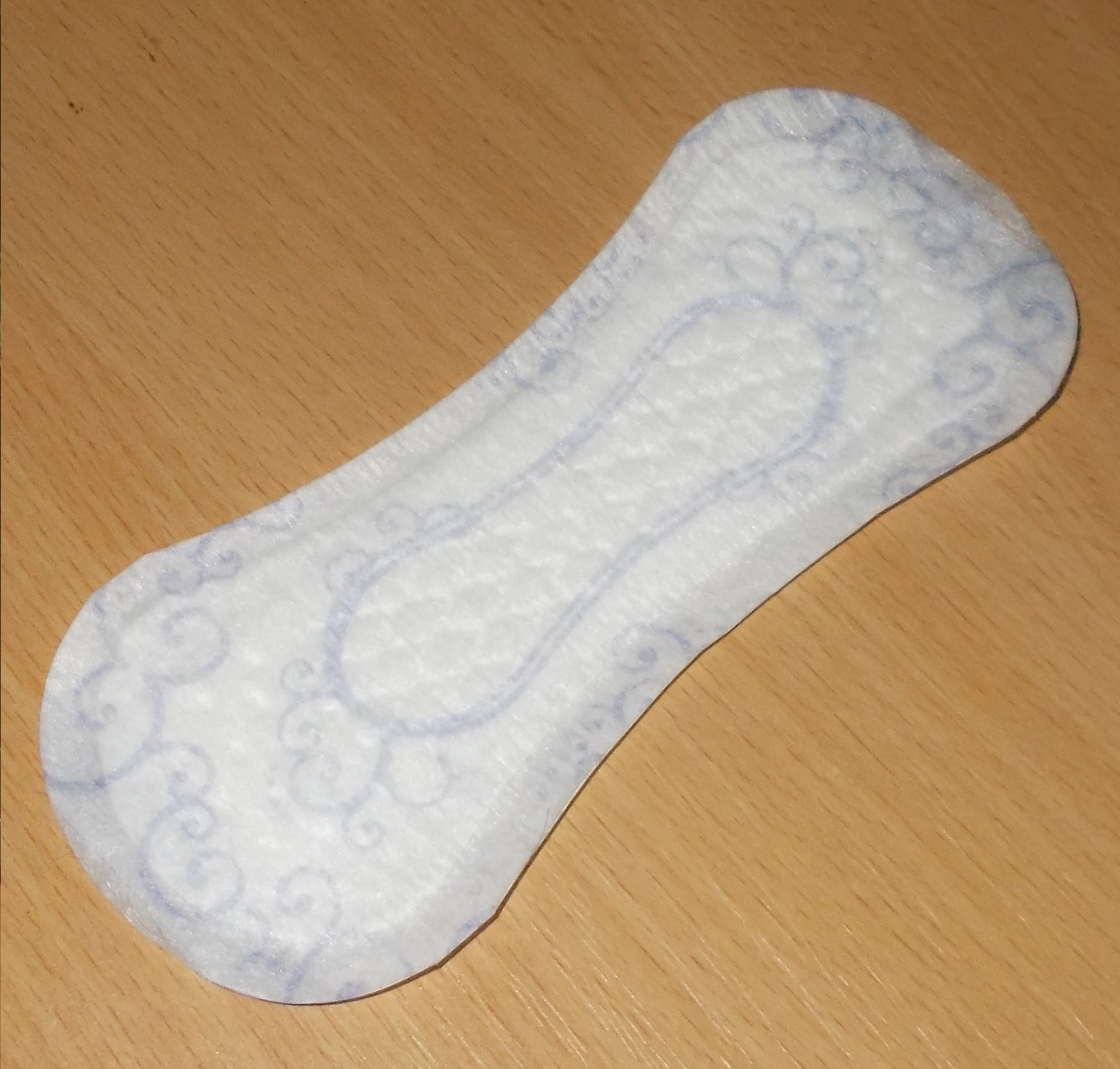
فوط يومية بلاتينية
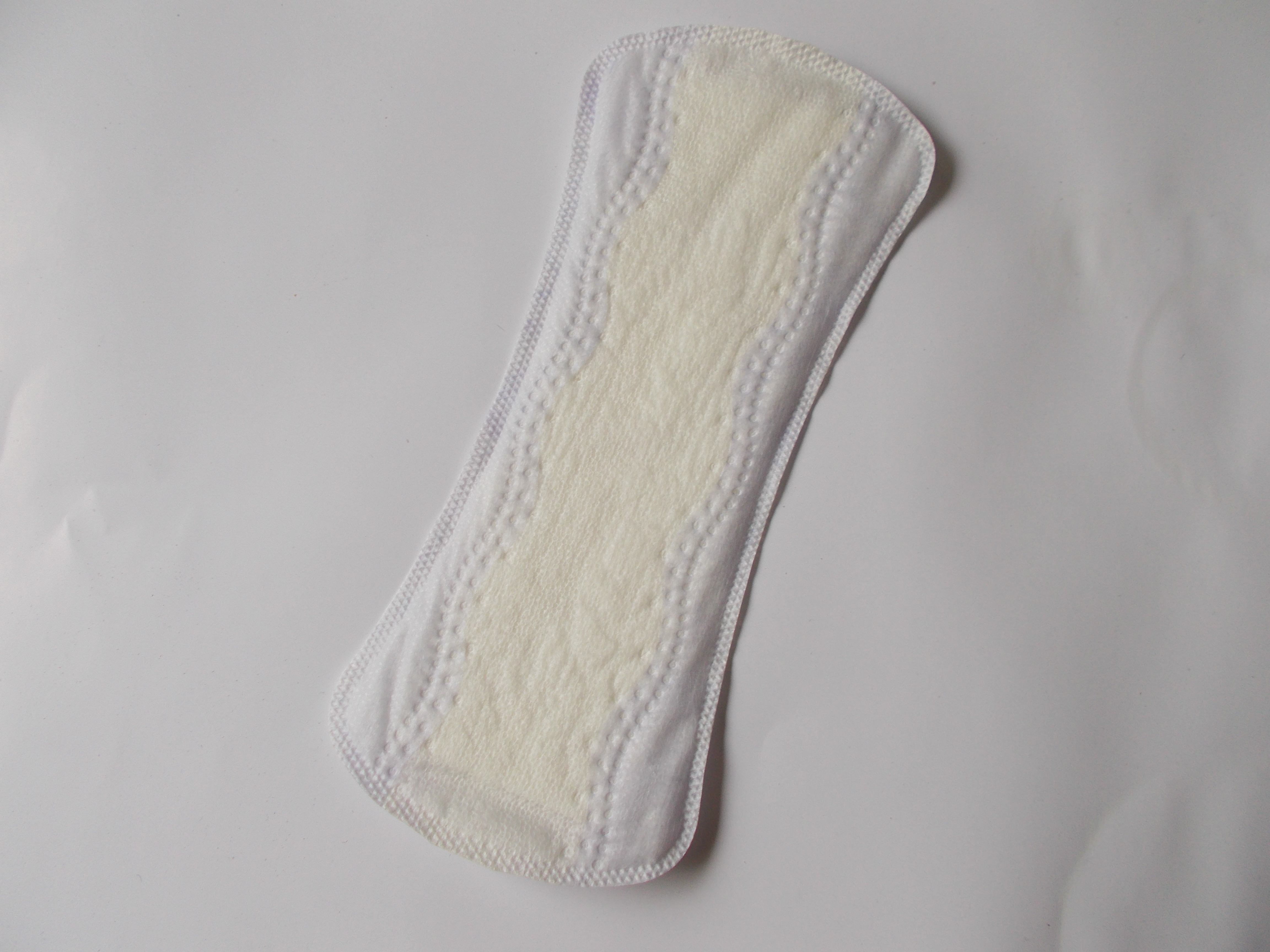
وسادة طويلة يومية
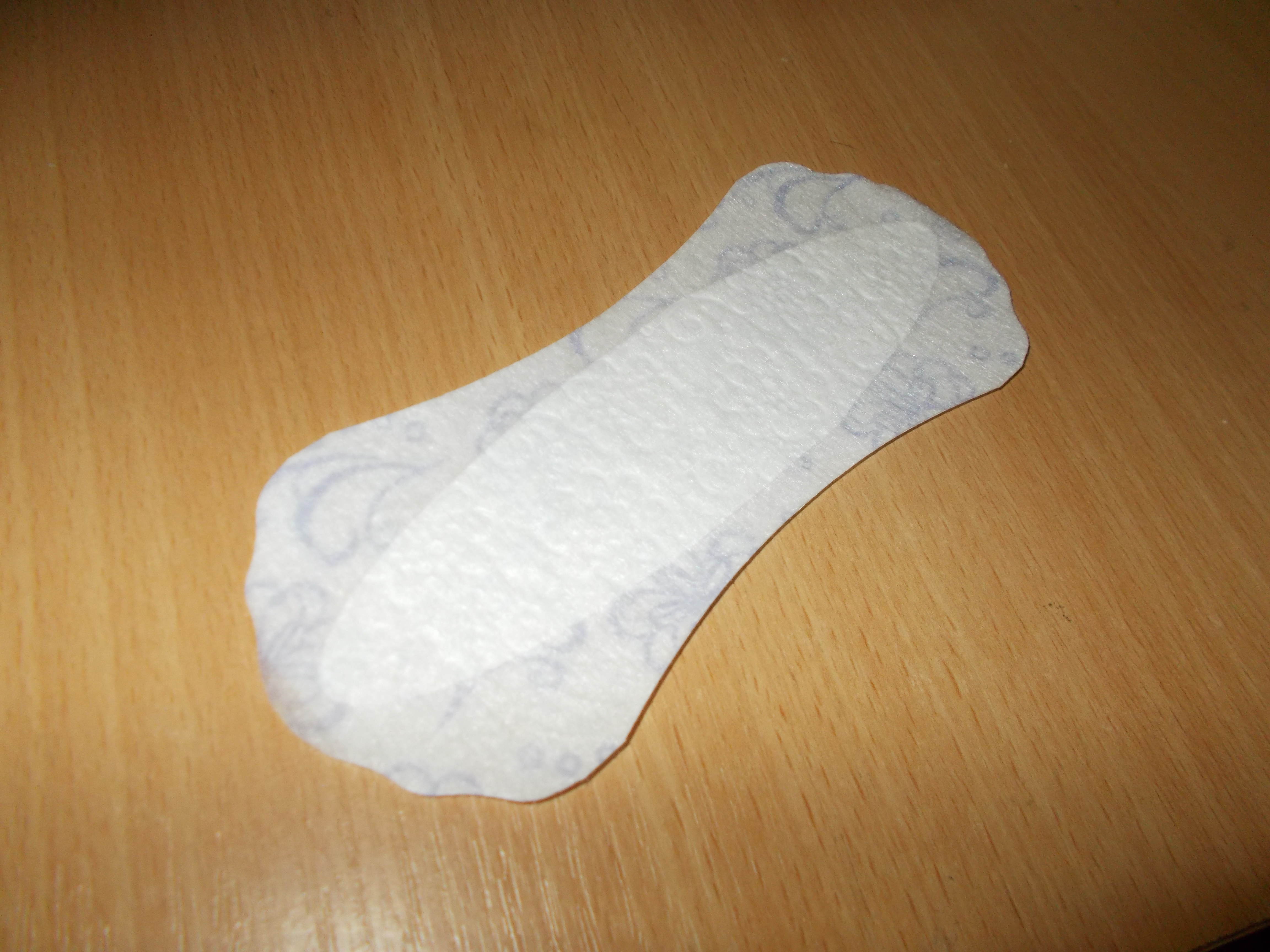
بطانة سرية
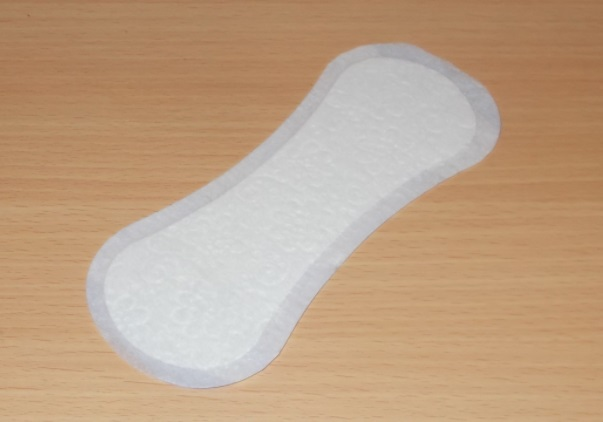
عادي حصيف (أفريقيا ، كنينيا)
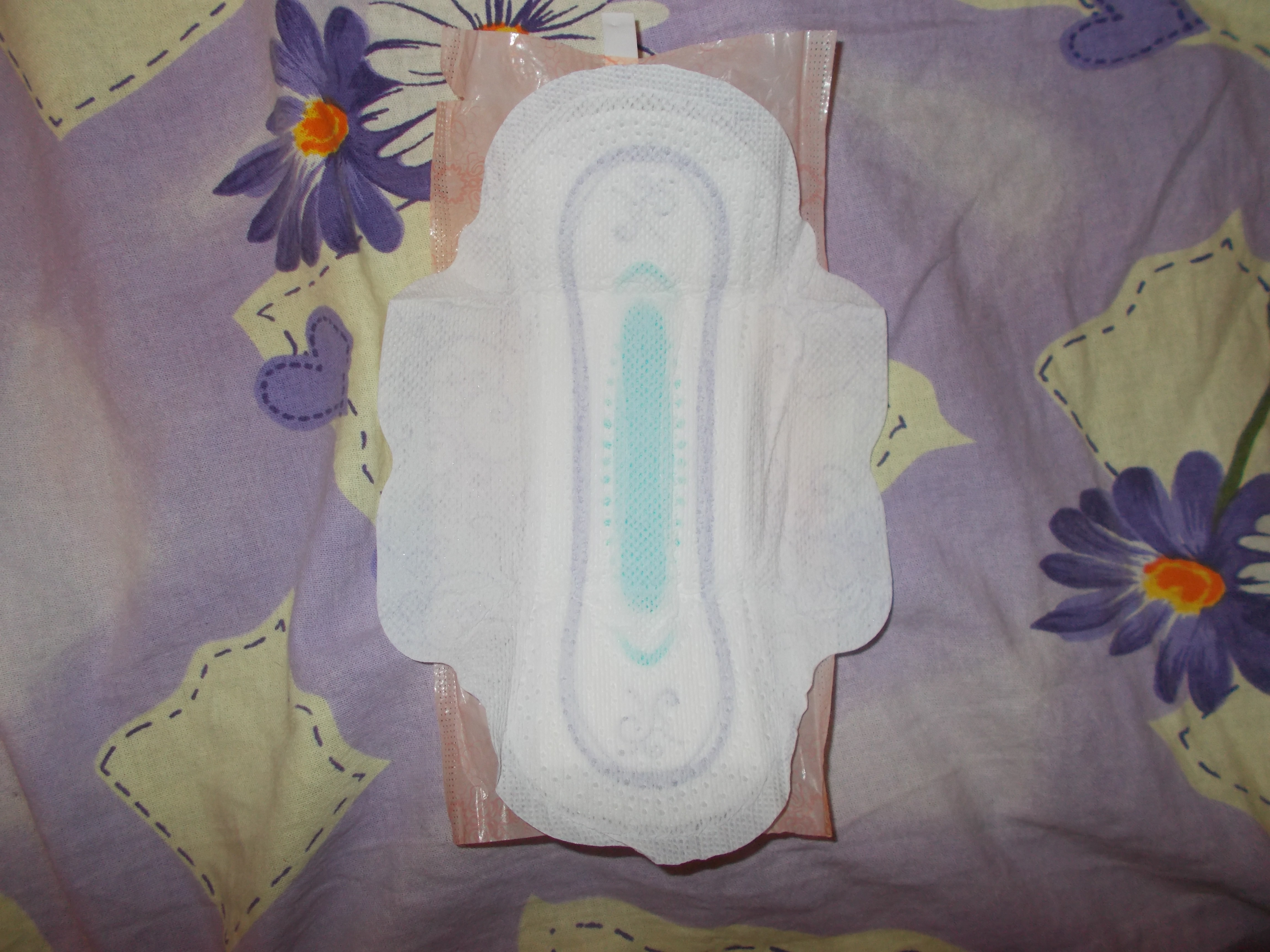
فوط صحية بلاتينيوم
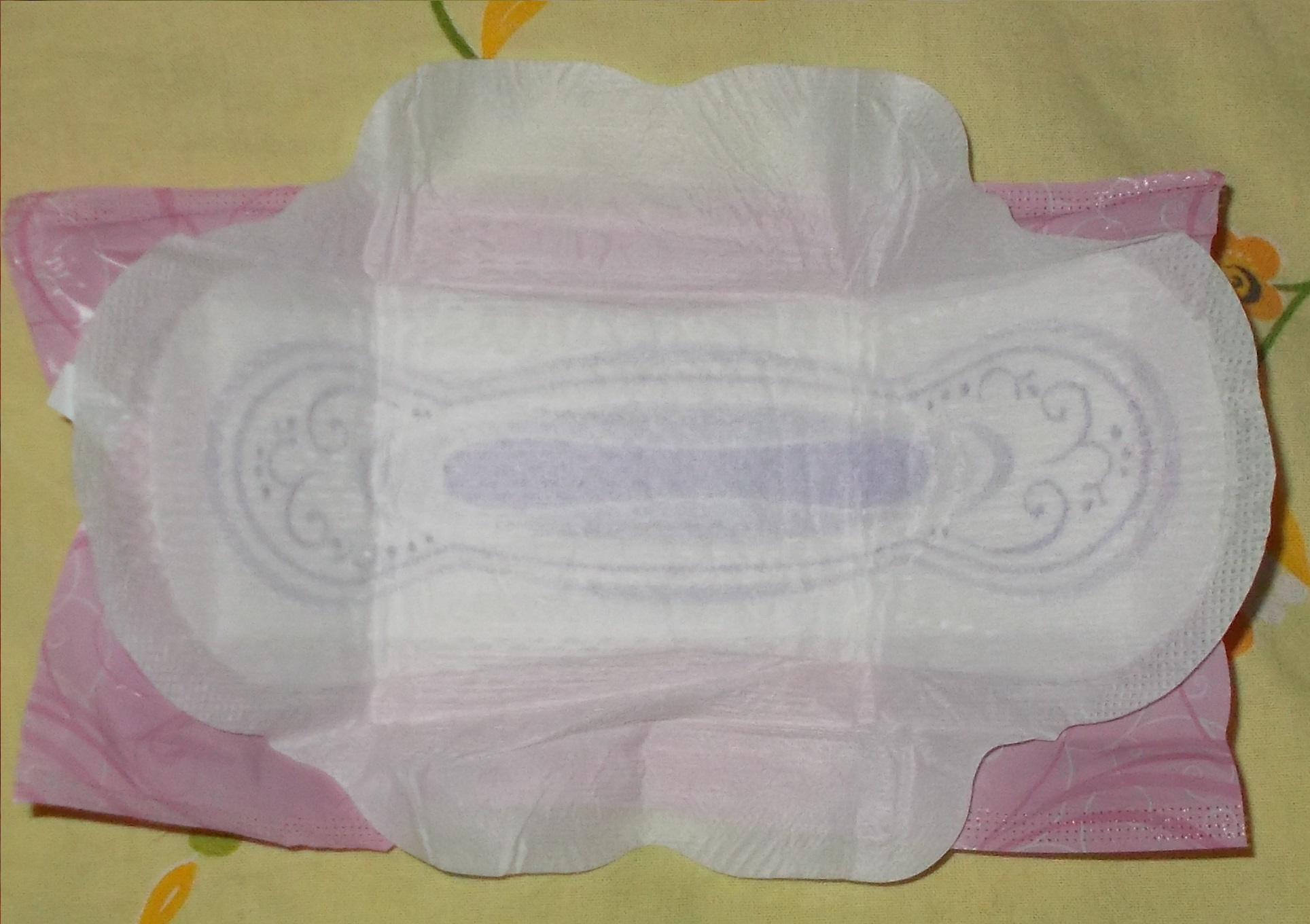
فوط صحية حساسة
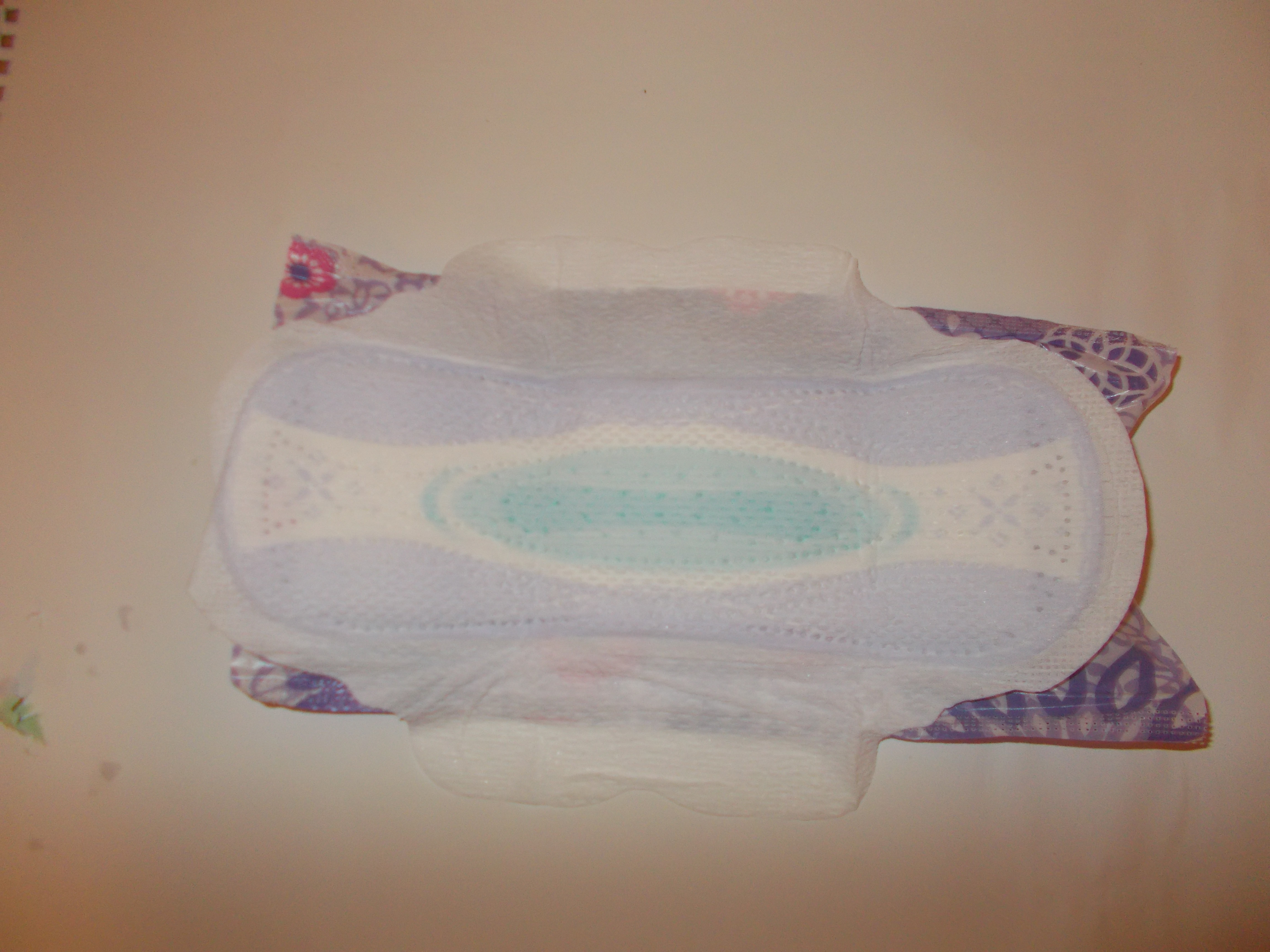
وسادة ألويز بلاتينية

## روابط خارجية
- الموقع الرسمي
- ألويز افريقيا